# Bodrogszegi
Bodrogszegi (1950–51 között Bodrogkisfalud) Borsod-Abaúj-Zemplén megyei község 1950-ben jött létre Bodrogkisfalud és Szegi községek egyesítésével. 1991. május 1-jétől a két település ismét különvált.
Bodrogszegi tulajdonképpen megegyezett az 1913 előtti Bodrogkisfaluddal, mivel Szegi akkor vált önálló községgé Bodrogkisfalud területéből (1914-ig ideiglenesen Pusztaszeg volt a neve).
A rendszerváltás utáni első önkormányzati választáson a lakosok független Gáspár Hubát választották meg polgármesternek, aki körzeti orvosként tevékenykedett. A szétválást követően Gáspár Bodrogkisfalud polgármestereként folytatta munkáját, Szegin Bódy Józsefet választották meg a település vezetőjének.